# D1 Tower
D1 Tower – wieżowiec w Dubaju, w Zjednoczonych Emiratach Arabskich. Wysokość budynku wynosi 350 m (80 kondygnacji).

## Budowa wieżowca
Budowa rozpoczęła się w 2007 roku. Zakończona została w trzecim kwartale 2015 roku. Projekt został opracowany przez firmę Enshaa za pośrednictwem jej spółki zależnej Emirates D1 Ltd. Rolę konsultanta architektonicznego pełniła firma Holfords Associates.

## Lokalizacja
Budynek znajduje się w dzielnicy Culture Village, Al Jaddaf w Dubaju.

### Transport
D1 Tower znajduje się około 15 minut samochodem do Dubai Mall, 26 minut do Palm Jumeirah, 25 minut do Burj Al Arab i 30 minut do The Walk JBR.
Międzynarodowe lotnisko w Dubaju (DXB) oddalone jest o około 11 minut jazdy, a międzynarodowe lotnisko Dubaj-Al Maktoum – o około 47 minut.

## Udogodnienia
Udogodnienia znajdujące się w obiekcie to: całodobowa obsługa konsjerża, kawiarnia, siłownia, kryte i odkryte baseny, ogrody krajobrazowe, sale konferencyjne, spa oraz parking.